# Alcázar di Segovia
L'Alcázar di Segovia è un alcázar che si trova nella città spagnola di Segovia su un'altura situata ai margini della Sierra de Guadarrama.
dal 1931 è un monumento di interesse storico-artistico ed è stato fonte di ispirazione per Walt Disney per il disegno del castello di Biancaneve e i sette nani.

## Storia
L'Alcázar fu costruito nel XI secolo da Alfonso VI nei pressi della confluenza dei fiumi Clamores ed Eresma sul sito di preesistenti fortificazioni romane, visigote e arabe e nel Medioevo è stata una delle dimore preferite dai re castigliani e una fortezza chiave per il dominio della Castiglia.
Nel 1352-1358 venne ricostruito da Enrico II di Castiglia e nella prima metà del XV secolo fu ampliato da Giovanni II di Castiglia.
Fu quindi utilizzata come prigione reale fino al 1762, quando Carlo III di Spagna vi stabilì la Reale Scuola di Artiglieria. Il 6 marzo 1862 un grave incendio la danneggiò gravemente per cui venne restaurata completamente.

## Caratteristiche
Il palazzo ha 12 torrioni e si erge per circa 80 metri su uno sperone roccioso.
Al suo interno si trovano numerosi passaggi segreti che portano al fiume e alcune stanze del palazzo sono decorate con le effigi dei re di Spagna.

### Sala del Trono

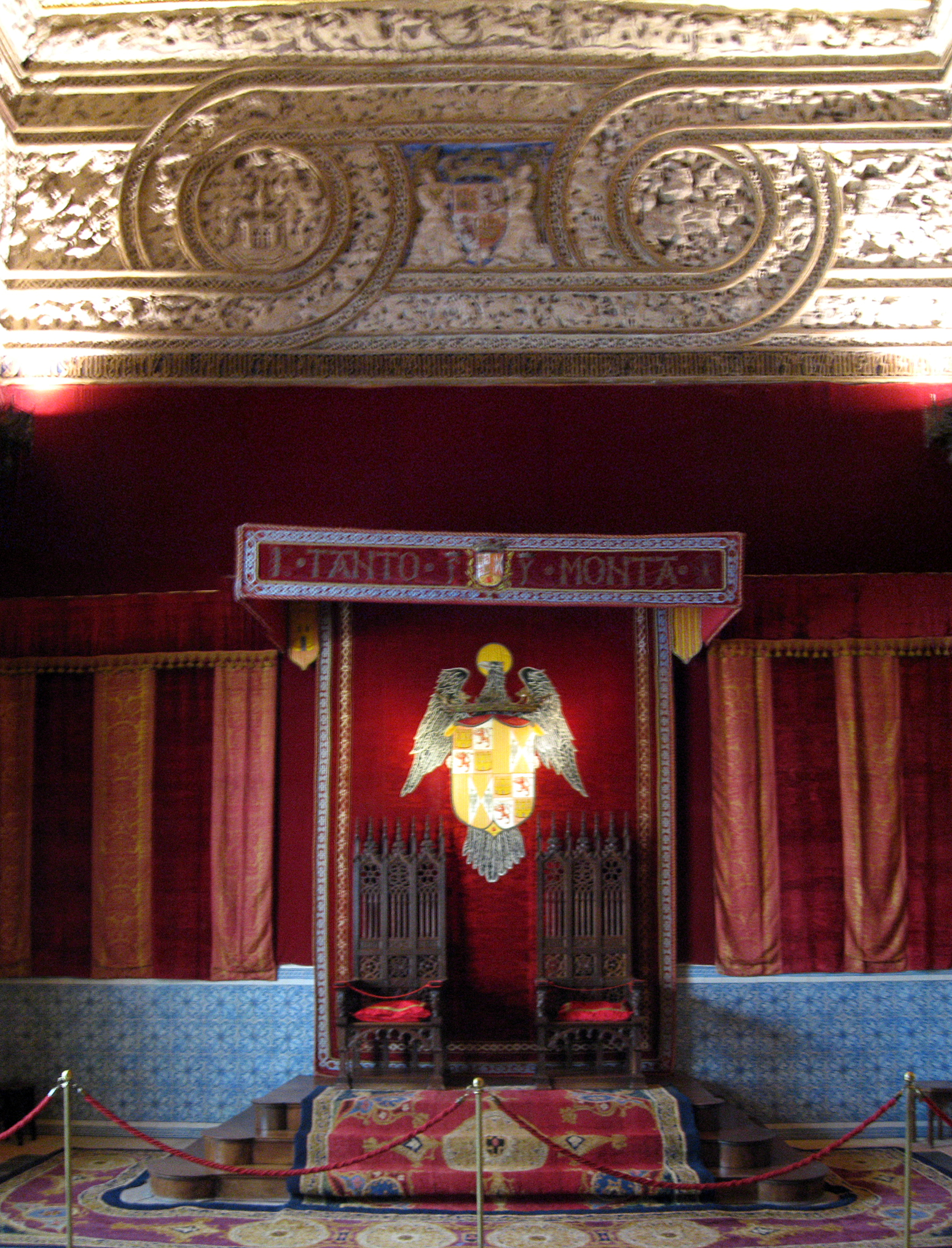
La Sala del Trono

## Punti d'interesse

### Sala de las Piñas
Deve il suo nome alla decorazione del soffitto a cassettoni con 392 motivi simili a pigne. Il fregio presenta un'iscrizione con la data della sua esecuzione,1452, sotto il principe Enrico IV. Le pareti sono decorate con damaschi e due arazzi fiamminghi del XVI secolo. Conserva anche una scrivania del 1600.

### Sala d'armi

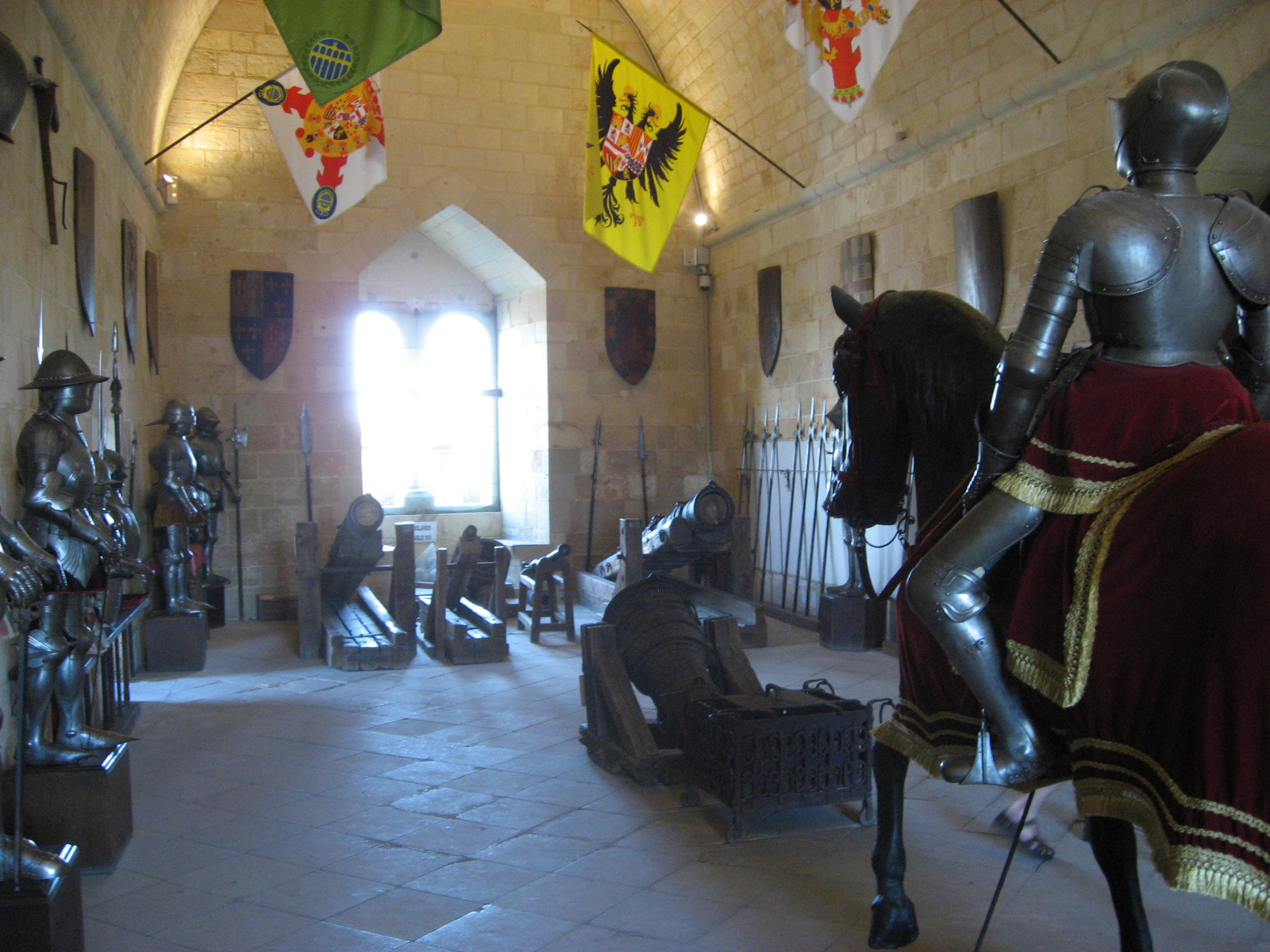
La Sala d'Armi

Si trova alla base del maschio ed ospita una collezione di armi di diverse epoche, tra cui una balestra da caccia con intarsi del XVI secolo molto simile a quella che porta l'imperatore Carlo V in un dipinto.
Dietro ad una piccola porta con un'inferriata romanica del XII secolo c'è uno stanzino con un torchio da conio del 700 e due casseforti.

### Capilla Real
In questa cappella vennero celebrate le nozze tra Filippo II ed Anna d'Austria. Il soffitto è in legno. Nella pala maggiore (del '500) è rappresentata l'Annunciazione, la Nascita, l'Adorazione dei Magi e la Presentazione nel Tempio. Nella predella ci sono i quattro evangelisti e nella parte superiore una Crocifissione; sovrasta una scultura di S. Barbara, patrona dell'Artiglieria.
L'altra pala (del '400) è composta da 5 tavole rappresentanti S. Giacomo Apostolo ed altri santi.
Un'inferriata di ferro battuto del XVI secolo dà accesso alla sala antistante alla cappella decorata, con uno zoccolo di piastrelle di Talavera.

## L'Alcázar di Segovia nella cultura di massa
- L'Alcázar di Segovia compare nell'album symphonic black metal dei Tartaros dell 1997, nel videogioco Resident Evil 4[1] ed è uno dei tanti scenari di un altro videogioco, Super Pang.